# 南国山矾
南国山矾（学名：Symplocos austrosinensis），为山矾科山矾属下的一个种。

## 扩展阅读
維基物種上的相關：南国山矾